# Canon EOS 1100D
Canon EOS 1100D je digitalni zrcalnorefleksni fotoaparat (DSLR) z najvišjo efektivno ločljivostjo 12,2 megapikslov japonskega proizvajalca Canon Inc.. Fotoaparat je bil predstavljen 7. februarja 2011, prodajati pa so ga začeli 29. marca 2011. V ZDA, Kanadi in preostali Ameriki je znan pod imenom Canon EOS Rebel T3 in Canon EOS Kiss X50 na Japonskem. 1100D je drugi po vrsti najosnovnejši vstopni model DSLR v Canonovem nizu EOS. S tem modelom je Canon v vstopne modele uvedel način videa. Nadomestil je predhodni model 1000D in je poleg modela 650D edini model EOS trenutno v Canonovi proizvodnji, ki ga namesto na Japonskem še vedno izdelujejo na Tajvanu.
Skupaj s fotoaparatom so predstavili objektiv EF-S 18-55mm f/3.5-5.6 IS II, ki je nadomestil objektiv EF-S 18-55mm f/3.5-5.6 IS. Priporočena maloprodajna cena ob predstavitvi fotoaparata je bila v ZDA 600 $ skupaj z osnovnim objektivom.
Na Japonskem so poleg črne različice prodajali tudi rdečo. V Maleziji so prodajali štiri barvne različice: črno, rjavo, sivokovinsko in rdečo.
Fotoaparat je 12. februarja 2014 nasledil model 1200D.

## Značilnosti
- optično tipalo APS-C CMOS 4.272 × 2.848 z najvišjo efektivno ločljivostjo 12,2 megapikslov.
- velikost tipala: APS-C 22,2 mm ×14,7 mm.
- pretvorbeni faktor izreza tipala: 1,6×.
- slikovni procesor DIGIC 4.
- TTL-CR-SIR; 9 nadzornih točk AF.
- barvni TFT LCD-zaslon 69 mm (2,7 in) z ločljivostjo 230.000 pik, vidno razmerje 4:3.
- zakasnitev pri vklopu: 100 ms.
- nižji šum pri visokih ISO: 755 ISO.
- trajni pogon do 3-h posnetkov na sekundo za 830 datotek JPEG ali do 2 posnetka na sekundo za 5 datotek RAW.
- občutljivost ISO 100–6.400.
- okrov objektivov Canon EF in EF-S.
- video izhod NTSC/PAL (vgrajen v priključek USB), izhod mini HDMI (združljiv s HDMI-CEC).
- barvna prostora sRGB in Adobe RGB.
- datotečni formati: JPEG, RAW (14-bitni CR2).
- pomnilniške kartice SDC, SDHC in SDXC.
- 1280 × 720 px (720p) HD video pri 25 ali 29,97 fps.
- litij-ionski baterijski vložek Canon LP-E10, življenjska doba baterije (posnetkov na polnjenje) približno 700 brez bliskavice (napetost: 7,4 V; kapaciteta: 860 mAh / 6,36 Wh)[b] – polnilnik baterijskih vložkov Canon LC-E10E, napetost na izhodu 8,3 V, tok: 580 mA.
- približna masa ohišja 495 g.

## Vrtljivi gumb

### Kreativna cona
- A-DEP (auto depth-of-field AE): fotoaparat samodejno izbere vrednost aperture in osvetlitveni čas, da je večina posnetka izostrena. (Priporočeno le pri dobrih svetlobnih pogojih, saj fotoaparat izbira širše zaslonke (manjša števila f/)
- M (manual): fotoaparat dopušča uporabniku ročno nastavitev zaslonke in osvetlitvenega časa.
- Av (aperture priority, prednost zaslonke): uporabnik lahko sam izbere vrednost aperture (f/) in nato fotoaparat samodejno nastavi osvetlitveni čas za pravilno osvetlitev.
- Tv (shutter speed priority, prednost zasklopa): uporabnik lahko sam izbere osvetlitveni čas in nato fotoaparat samodejno nastavi vrednost aperture za pravilno osvetlitev.
- P (program AE): fotoaparat samodejno izbere kombinacijo vrednosti aperture in osvetlitvenega časa za pravilno osvetlitev in uporabnik lahko izbira med takšnimi kombinacijami.

### Osnovna cona
- full Auto (polni samodejni način, predstavljen z zelenim pravokotnikom): popolnoma samodejno fotografiranje.
- creative auto (kreativni samodejni način): nastavitev fotoaparata za neizkušene uporabnike, da bi dosegli kakovostne rezultate brez učenja in razumevanja vseh funkcij fotoaparata in nastavitev ekspozicije.
- no flash (brezbliskovni način): polno samodejno brez rabe bliskavice.
- portrait (portretni način): fotoaparat poskuša narediti plitki DOF za tvorjenje izrazitejših portretov.
- landscape (pokrajinski način): za fotografiranje pokrajine in sončnih zahodov.
- close-up (bližinski način): za fotografiranje majhnih objektov blizu fotoaparata.
- sports (športni način): za fotografiranje hitrogibajočih se objektov.
- night portrait (nočnoportretni način): fotografiranje z bliskavico in kratkim osvetlitvenim časom, tako da subjekt osvetli bliskavica, ozadje (npr. mesto) pa je tudi zajeto naravno v nočnem okolju.

## Snemanje videa
1100D zajema 720p video in med snemanjem nima stalnega samodejnega ostrenja. Za fokusiranje gibljivega objekta mora uporabnik sprožiti samodejno ostrenje, kakor pri fotografiranju, ali med snemanjem ročno ostriti.

## Sorodni konkurentni modeli
- Canon EOS 450D z objektivom Canon EF-S 18-55mm f/3.5-5.6 IS. Možnosti videa v načinu LiveView. Občutljivost tipala do 1.600 ISO; 76 mm (3 in) barvni TTL LCD-zaslon, 230.000 pikslov.
- Nikon D3000 z objektivom 18-55mm Zoom-NIKKOR VR (priporočena prodajna cena v ZDA 550 $).[7] Brez možnosti videa v načinu LiveView.
- Nikon D3100 z objektivom 18-55mm Zoom-NIKKOR VR (700 $).[8] 23,1 mm × 15,4 mm barvni CMOS DX (APS-C), 4.608 × 3.072 (14,2 efektivnih megapikslov). Snemanje videa z ločljivostjo do 1920 × 1080 pri 23,976 fps ali 1280 × 720 pri 29,97 fps; občutljivost tipala do 3.200 ISO z razširitvijo do 12.800 ISO; 76 mm (3 in) barvni TTL LCD-zaslon, 230.000 pikslov; TTL fazna zaznava, 11 točk AF.[9]
- Sony Alpha DSLR-A290 z objektivom 18-55mm (420 $).[10] Brez možnosti videa v načinu LiveView.
- Sony Alpha DSLR-A390 z objektivom 18-55mm (450 $).[11] Brez možnosti snemanja videa.
- Pentax K-x z objektivom 18-55mm (650 $).[12] Občutljivost tipala do 6.400 ISO z razširitvijo do 12.800 ISO.

- Canon EOS 1100D z objektivom Canon EF-S 18-55mm f/3.5-5.6 IS II
- Ohišje
- Rdeči model Kiss X50 z objektivom Canon EF 50mm f/1.8 II